# Raión de Shepetivka
Raión de Shepetivka (en ucraniano: Шепетівський район) es un raión o distrito de Ucrania en el óblast de Jmelnitski. La capital es la ciudad de Shepetivka.
Comprende una superficie de 5346,7 km².

## Demografía
Según estimación 2010 contaba con una población total de 35551 habitantes.

## Otros datos
El código KOATUU fue 6825500000. El código postal 30410 y el prefijo telefónico +380 3840.